# Polyamia weedi
Polyamia weedi är en insektsart som beskrevs av Van Duzee 1892. Polyamia weedi ingår i släktet Polyamia och familjen dvärgstritar. Inga underarter finns listade i Catalogue of Life.